# آلوپکوسا
آلوپکوسا (نام علمی: Alopecosa) نام یک سرده از تیره عنکبوت‌های گرگی است.